# Nalco
A Nalco é uma empresa fundada em Chicago em 1928, por Herb A. Kern e Wilson Evans, com o nome de Nacional Aluminate Corporation.
Comercializava aluminato de sódio para tratamento de águas de caldeiras. Em 1929, após a queda da bolsa, e por não ter sido abalada com o ocorrido, passou a ajudar os desempregados e instituições.
Na década de 30, especializou-se em tratamento de água potável e aditivos para motores à combustão. Durante a Segunda guerra mundial, passou a ser uma empresa estratégica para o governo estadunidense devido ao grande valor de seus serviços.
Hoje é a maior empresa do mundo no ramo de tratamento de águas, ar, aditivos para papel, petróleo e cosméticos, entre outros. Possui 49 fábricas no mundo e atua em mais de 140 países, atendendo mais de 60 mil clientes. Seu centro de pesquisa fica na cidade de Naperville (Illinois), e é um dos mais completos do mundo.
O head office da América Latina fica em São Paulo (Brasil), no centro empresarial de Santo Amaro e possui fábrica em Suzano (SP) e escritórios regionais em Belo Horizonte, Rio de Janeiro, Campos, Curitiba, Maceió, Pomerode, Porto Alegre, Salvador e Sertãozinho.